# ヒンドゥー文明

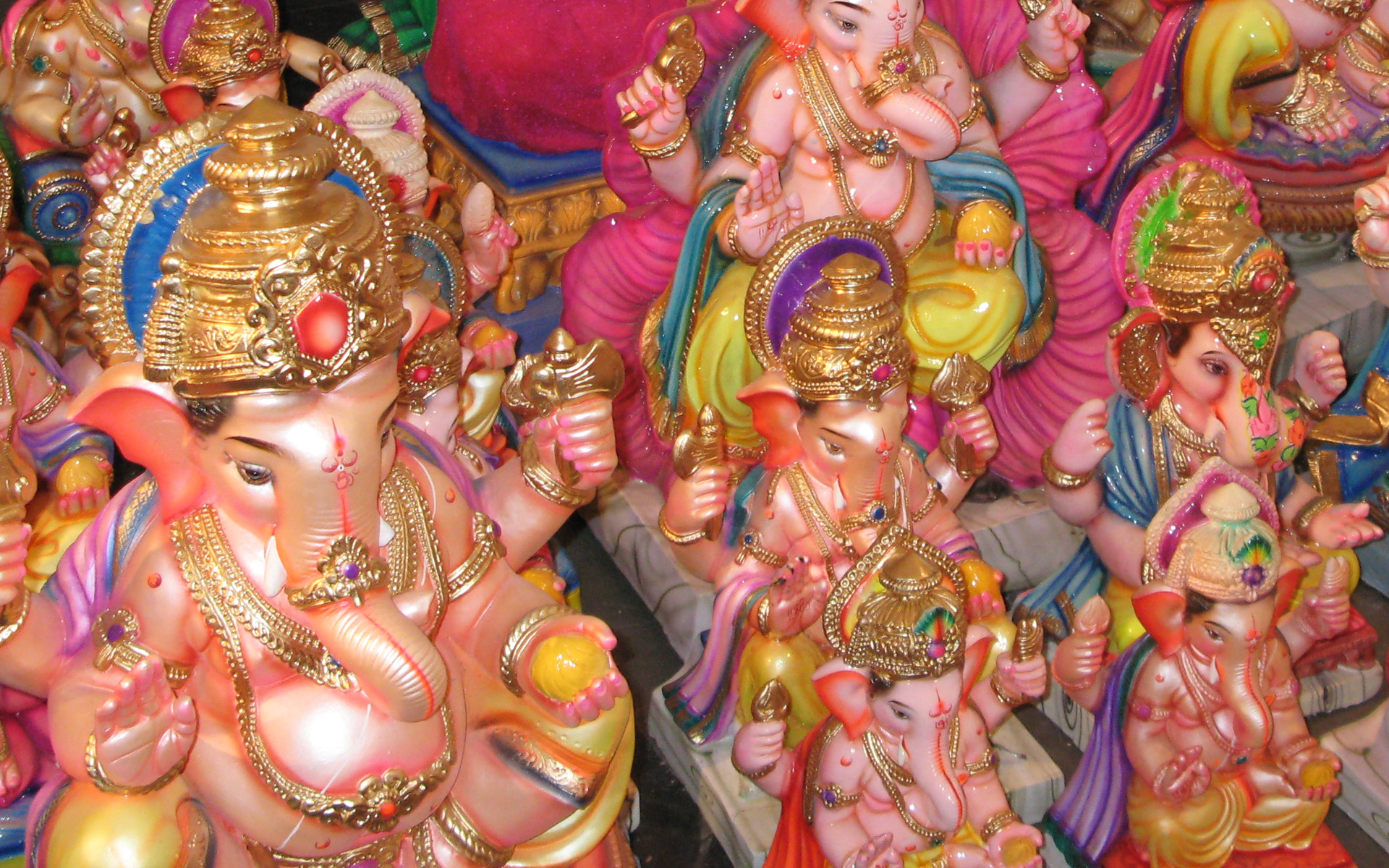
象頭神ガネーシャの置物

インド文化圏の範囲を表した図

ヒンドゥー文明（ヒンドゥーぶんめい）、ヒンドゥー世界とはヒンドゥー教を主要な宗教としている国、地域を指す文化圏。インド文明と呼ぶ研究者もいる。主な国はインドとネパール。紀元前2600年頃のインダス文明から発生したと考えられ4世紀頃に出来たヒンドゥー教の成立により徐々に現在の「文明」となった。文化圏としての「文明」の区分は一定していない。

## 比較文化論

### 文明史論の中のヒンドゥー文明
比較文明論（比較文化論）の研究としてトインビーやサミュエル・P・ハンティントンはヒンドゥー教園を独自の「文明」と論じている。多くの研究者は独自の文化圏として認識している。
伊東俊太郎はタイ、ミャンマー、カンボジア、チベット、スリランカ、ジャワをヒンドゥー教園と合わせてインド文明としている。この考え方はインドで生まれた仏教を含めて考えている。ただし同じく仏教徒がいる中国や日本を含めて考えていないのは歴史、文化面を考慮している。

### ハンティントンの文明衝突論
ヒンドゥー文明を一つの文化圏とするサミュエル・P・ハンティントンが1999年に『文明の衝突』を著した。ハンティントンによれば、冷戦による東西の衝突が終わった現代は、西欧文明、中華文明、ヒンドゥー文明、イスラム文明、日本文明、東方正教会文明、ラテンアメリカ文明、アフリカ文明の8つの「文明」が衝突する時代になるのではないかと述べている。